# Station Goring-By-Sea
Goring-By-Sea is een spoorwegstation van National Rail in Goring-by-Sea, Worthing in Engeland. Het station is eigendom van Network Rail en wordt beheerd door Southern. Het station is geopend in 1846.